# Garden Acres
Garden Acres és una població dels Estats Units a l'estat de Califòrnia. Segons el cens del 2000 tenia 9.747 habitants.

## Demografia
Segons el cens del 2000, Garden Acres tenia 9.747 habitants, 2.760 habitatges, i 2.188 famílies. La densitat de població era de 1.453 habitants/km².
Dels 2.760 habitatges en un 44,9% hi vivien nens de menys de 18 anys, en un 54,5% hi vivien parelles casades, en un 17,2% dones solteres, i en un 20,7% no eren unitats familiars. En el 16,3% dels habitatges hi vivien persones soles el 7,3% de les quals corresponia a persones de 65 anys o més que vivien soles. El nombre mitjà de persones vivint en cada habitatge era de 3,53 i el nombre mitjà de persones que vivien en cada família era de 3,96.
Per edats la població es repartia de la següent manera: un 34,5% tenia menys de 18 anys, un 11% entre 18 i 24, un 28,7% entre 25 i 44, un 17,5% de 45 a 60 i un 8,4% 65 anys o més.
L'edat mediana era de 28 anys. Per cada 100 dones de 18 o més anys hi havia 99,6 homes.
La renda mediana per habitatge era de 30.573 $ i la renda mediana per família de 31.316 $. Els homes tenien una renda mediana de 26.773 $ mentre que les dones 20.536 $. La renda per capita de la població era de 10.469 $. Entorn del 20,8% de les famílies i el 24,5% de la població estaven per davall del llindar de pobresa.

## Poblacions més properes
El següent diagrama mostra les poblacions més properes.